# Công nghệ Solvay
Công nghệ Solvay, hay còn gọi là Phương pháp Solvay, Phương pháp tuần hoàn amonia, hay Phương pháp ammonia - sôđa là phương pháp phổ biến nhất hiện nay để sản xuất sôđa (tên thông thường của Na2CO3). Phương pháp được sáng tạo bởi nhà hóa học người Bỉ là Ernest Solvay (1838 - 1922) vào năm 1846, vì vậy nó được đặt theo tên ông. Đây là cách thức tổng hợp sôđa từ các nguyên liệu phổ biến và dễ sử dụng: muối ăn (NaCl), đá vôi (CaCO3) và 
]), cho thấy sự cải tiến so với phương pháp Leblanc trước đó.

## Quá trình

### Tổng quát
Theo phương pháp này, NaCl sau khi làm sạch các tạp chất được hòa tan bão hòa bằng dung dịch NH3 đặc rồi cacbonat hóa dung dịch này bằng CO2 (tạo ra từ quá trình nhiệt phân CaCO3) cho tới khi tạo kết tinh natri bicacbonat (NaHCO3) tách khỏi dung dịch, lọc rửa kết tinh và nhiệt phân NaHCO3 sẽ thu được sôđa. Toàn bộ quá trình chủ yếu dựa vào phản ứng hóa học:
Đây là một phản ứng thuận nghịch và các chất tham gia lẫn sản phẩm đều tan trong nước, tuy nhiên NaHCO3 ít tan hơn ba chất còn lại, nên có thể lọc tách và nhiệt phân NaHCO3 để tạo thành Na2CO3.

### Quá trình cụ thể

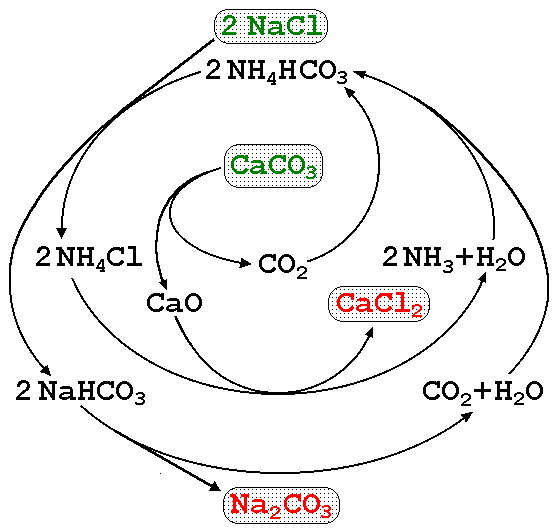
Quá trình Solvay là một ví dụ về quy trình tuần hoàn trong ngành công nghiệp hóa học (xanh lục = chất phản ứng, đen = chất trung gian, màu đỏ = sản phẩm)

1. Hòa tan bão hòa NaCl trong dung dịch NH3 đặc.
2. Nung CaCO3 ở 950 - 1100 °C rồi dẫn khí thoát ra vào dung dịch bão hòa của NaCl trong NH3, thực tế trong công nghiệp người ta sử dụng các phản ứng này[1]:
CaCO3 → CaO + CO2
NaCl + NH3 + CO2 + H2O {\displaystyle \rightleftarrows } NaHCO3 + NH4Cl
3. Tách NaHCO3 khỏi dung dịch nhờ tính tan. Nung NaHCO3 ở nhiệt độ 450 - 500 °C thu được sôđa:   
2NaHCO3 → Na2CO3 + CO2 + H2O

Quá trình nhiệt phân NaHCO3 đã giải phóng một nửa lượng CO2 đã sử dụng, khí này tiếp tục được đưa vào quá trình sản xuất. Còn sản phẩm phụ khác là NH4Cl được chế hóa với vôi tôi (Ca(OH)2) để thu lại khí NH3 và sau đó khí này cũng được đưa trở lại quá trình:
2NH4Cl + Ca(OH)2 → CaCl2 + 2NH3 + 2H2O
Các khí CO2, NH3 bay lên được tuần hoàn trở lại, chất thải chính của quá trình là CaCl2 và một số chất không phản ứng khác. NH3 được tuần hoàn trong quá trình sản xuất, vì vậy phương pháp này còn gọi là phương pháp tuần hoàn amonia.

## Ý nghĩa hóa học
Phương pháp Solvay cho phép điều chế được Na2CO3 và CaCl2 từ NaCl và CaCO3, mà theo lý thuyết thì phản ứng: 2NaCl + CaCO3 → Na2CO3 + CaCl2 không thể xảy ra được, vì một trong các điều kiện để hai muối phản ứng được với nhau là cả hai đều phải tan được trong dung dịch.

## Vấn đề hấp thụ cacbon
Các biến thể trong quá trình Solvay đã được đề xuất để hấp thụ cacbon. Ý tưởng là sử dụng CO2, có thể sinh ra từ sự đốt cháy than, để tạo ra cacbonat rắn (như natri bicacbonat hay natri cacbonat) có thể được lưu trữ vĩnh viễn, do đó tránh phát thải CO2 vào khí quyển. Các đề xuất từ biến thể trong quá trình Solvay nhằm chuyển đổi cacbon trong khí CO2 thành cacbon trong natri cacbonat, nhưng hấp thu cacbon bằng calci hoặc magie cacbonat dường như hứa hẹn nhiều hơn. Tuy nhiên, lượng CO2 thải ra bởi con người so với lượng có thể được sử dụng để hấp thụ cacbon bằng calci hoặc magnesi là rất cao. Hơn nữa, sự thay đổi trong quy trình của Solvay có lẽ sẽ thêm vào một bước năng lượng bổ sung, làm tăng lượng khí thải CO2.